# Cloud Connected
Cloud Connected – singel wydany przez szwedzką melodic death metalową grupę In Flames w roku 2002. Materiał pochodzi z albumu Reroute to Remain, wydanego przez Nuclear Blast w roku 2002. Singel zawiera bonusowy utwór "Colony" w wersji live, zawiera także teledysk "Cloud Connected". Teledysk był czasami pokazywany na MTV2 i Fuse.
Całkowity czas trwania dwóch utworów wynosi 11 minut i 25 sekund.

## Lista utworów
1. "Cloud Connected" – 3:42
2. "Colony" (live version) – 7:43
3. "Cloud Connected" (MPEG video)